# جيف دانييلا
جيف دانييلا (بالإنجليزية: Geoff Daniela)‏ هو لاعب دوري الرغبي نيوزيلندي، ولد في 28 فبراير 1987 في أوكلاند في نيوزيلندا.